# 美国骗局
是2013年大卫·欧·拉塞尔执导的一部美国黑色幽默犯罪電影，Eric Warren Singer 与大卫·欧·拉塞尔根据1970年代晚期及1980年代早期的阿拉伯骗局丑闻改编而成，讲述美国联邦调查局联手一名骗术大师，共同调查一桩国会议员腐败案的故事。克里斯蒂安·贝尔、布萊德利·古柏、艾美·亞當斯、傑瑞米·雷納和珍妮佛·勞倫斯主演。美国于2013年12月13日正式上映。

## 剧情
诈骗高手欧文和情妇西德尼是一对贷款诈骗的搭档，他們也是一對戀人，并经营数家连锁洗衣店及画廊。然而在一次聯邦調查局（FBI）的钓鱼行动中被捕，FBI干员里奇威脅他們以诈骗设局，钓出更多貪贓枉法的官员。
他们行动的首个对象是新泽西州卡姆登市的市长卡麦因，卡麦因为了发展地方经济和创造就业，正致力于吸引在当地开设合法赌场的投资机会。于是欧文和里奇假冒来自阿联酋阿布扎比富豪酋长的工作人员，寻找卡麦因谈论投资赌场的生意。在卡麦因的介绍下，欧文认识了来自迈阿密的黑手党人物特莱吉奥，这时他担心事情败露感到非常害怕，因为对方是个杀人不眨眼的家伙。特莱吉奥还建议酋长加入美国国籍，这样才有资格投资新泽西州的赌场生意。为给酋长快速办理入籍手续，欧文和里奇等人陆续行贿多名国会议员，包括參議員與眾議員，并将过程偷偷攝影，作为控告议员的证据。
另一方面，尽管欧文與西德尼相戀，不过為了視如己出的繼子，却还与同床異夢的嬌妻罗莎琳保持着表面的夫妻关系。这让情婦西德尼感到不快，她也想方设法来引诱特工里奇并计划「玩玩就甩」，来作为对欧文的报复和惩罚。里奇自己虽有一个未婚妻，却受不了美人計，渴望与西德尼发生性关系，此外里奇还与上司就是否对国会议员执行钓鱼执法存在矛盾和分歧。羅莎琳眼見夫婿的不忠，也勾上了黑手党人物里比。
此事揭露，数名收受贿赂的议员都受到法律的惩罚，但是市长卡麦因在欧文立保下得以輕判。而以里奇为代表的FBI也受到欧文和西德尼的戏弄，损失了200万美元。原来两人是在嘲笑FBI没有能力去抓捕真正的惡徒，只会設局打击为民做事的官员。
最后罗莎琳则选择離婚，与里比到迈阿密去，欧文獲得了愛子的監護權，和西德尼修成正果，並贷款开了一家正当合法的画廊。

## 演員
| 演員                            | 角色                                        | 備註                                             | 原形                   |
| 克里斯蒂安·贝尔 Christian Bale  | Irving Rosenfeld                            | 一位协助FBI的聪明骗子.                           | Mel Weinberg           |
| 布萊德利·古柏 Bradley Cooper    | Richie DiMaso                               | FBI特工                                          | Anthony Amoroso, Jr.   |
| 艾美·亞當斯 Amy Adams           | 本名 Sydney Prosser 后化名为埃蒂斯·格林斯雷 Edith Greensly | 欧文·罗森菲尔德情婦，原本是名舞女，后来与欧文相恋并伪装成一名英国人 | Evelyn Knight          |
| 杰瑞米·雷纳 Jeremy Renner       | Carmine Polito                              | 卡姆登市市長                                     | Angelo Errichetti      |
| 珍妮佛·勞倫斯 Jennifer Lawrence | Rosalyn Rosenfeld                           | 妻子，育有一子                                   | Cynthia Marie Weinberg |
| 罗伯特·德尼罗 Robert De Niro    | Victor Tellegio                             | 经营赌场的黑手党人物                             | 文森特·艾洛            |
| 路易·C·K Louis C.K.             | Stoddard Thorsen                            | FBI高官，的上司                                  | -                      |

## 制作
2013年3月8日至5月拍摄，主要取景地位于波士顿和纽约市，拉塞尔在写剧本时加强了对各个角色的讽刺效果。克里斯蒂安·贝尔为了饰演好角色增重了50磅。

## 发行
2013年7月31日发布预告片，12月13日有限上映，12月25日正式上映。

### 评价
烂番茄新鲜度95%，媒体综评89分，其中RogerEbert.com、《芝加哥太阳报》、《华尔街日报》、《洛杉矶时报》、《纽约时报》、《娱乐周刊》、《纽约Time Out》、《时代周刊》、《好莱坞报道者》等媒体给出满分。代表性评价：“影片铺陈如行云流水，充满铺天盖地的乐趣，各个层面上的制作都堪称精良”，“导演将马丁·斯科塞斯的黑帮精髓提炼而出，用最完美地方式配以70年代犯罪剧的风情和近乎荒谬地娱乐效果”，“影片有近乎手舞足蹈的自由联想、在理性基础上感性层面的疯狂，还有不亚于爵士音乐剧的配乐，拉塞尔导演将这一切自然而然地推导杂糅”，“令人眼花缭乱，极其怪异的21世纪骗术欢闹剧，但就是在这看似令人无语的插科打诨中，却又散发着大师的气息”，“一部令人惊叹的艺术影片和快乐电影，当你步入其中就会不自觉地入迷并陷入狂笑、惊讶和感动的陷阱”。。
2023年8月，本片在爛番茄整理「2010年代最佳50部喜劇」的排行榜，位居第21名。

### 票房
美国有限上映首周末收获69万美元。12月21日至23日周末三天收获1910万列第四位。美国最终累计过1.49亿，全球票房2.5亿。香港首周收获469万港币列第六位。

## 外部連結
- 開眼電影網上《瞞天大佈局》的資料（繁體中文）
- 豆瓣电影上《美国骗局》的資料 （简体中文）
- 时光网上《美国骗局》的資料（简体中文）
- AllMovie上的资料（英文）
- 爛番茄上的資料（英文）
- Box Office Mojo上的資料（英文）
- TCM电影资料库上的资料（英文）
- Metacritic上的資料（英文）
- 互联网电影数据库（IMDb）上的资料（英文）